# Bomet
Bomet ist eine Stadt im Bomet County in Kenia. Rund um Bomet werden hauptsächlich Tee und Mais angebaut.

## Infrastruktur
Bomet verfügt mit dem Tenwek Hospital über eines der größten protestantischen Missionskrankenhäuser Kenias. Das Tenwek Hospital ist ein Tochterunternehmen der African Gospel Church, die zur World Gospel Mission gehört. In Bomet gibt es außerdem ein Wohnheim für körperbehinderte Menschen, das von der römisch-katholischen Kirche geleitet wird. Weiterhin unterhält die katholische Kirche in Bomet zwei Grundschulen und eine weiterführende Schule.

## Söhne und Töchter der Stadt
- Emily Chebet Muge (* 1986), Langstreckenläuferin
- Lineth Chepkurui (* 1988), Langstreckenläuferin
- Robert Kiprono Cheruiyot (* 1988), Marathonläufer
- Faith Kipyegon (* 1994), Mittelstreckenläuferin
- Timothy Cheruiyot (* 1995), Mittelstreckenläufer